# Stacja ejektorowa IV w Olsztynie
Stacja ejektorowa IV w Olsztynie – zabytkowa stacja przepompowni ścieków systemu Isaaca Shone’a zlokalizowana w Olsztynie przy al. Wojska Polskiego.

## Konstrukcja i wyposażenie
Stacja składa się z zespołu zabytków ruchomych (wyposażenie stacji: dwa ejektory, rurociągi doprowadzające i odprowadzające ścieki, rurociągi pneumatyczne i zawory, dwa świetliki luksferowe na poziomie ulicy i żeliwna pokrywa włazu wejściowego) oraz betonowej komory, typowej dla budownictwa początku XX wieku, wpisanej do wojewódzkiej ewidencji zabytków.
Komora jest na rzucie poziomym zbliżona do owalu (linia północ-południe) i posiada następujące wymiary: głębokość – 5,01 metra (do stropu, a do poziomu ulicy – 5,86 metra), szerokość – ponad 2 metry, długość – około 6,2 metra. Kształt komory (w pionie) jest zbliżony do graniastosłupa prostego. Przykrycie stanowi strop Kleina, wsparty na stalowych belkach o wysokości 200 mm. Ściany są wykonane z masy betonowej, a partie podstropowe i mury kominów, jak również nadproża – z cegieł związanych silną zaprawą cementowo-wapienną. W dniu odkrycia komory (30 czerwca 2010) komora była wypełniona wodą do wysokości około 3,5 metra. Badania archeologiczne trwały od 17 sierpnia 2010 do 31 sierpnia 2010. W ich trakcie ustalono, że obiekt jest elementem nieczynnej już, historycznej kanalizacji olsztyńskiej systemu Shone’a, którą założono w mieście w końcu XIX wieku. Przepompownia (stacja ejektorowa) była nieczynna od czterdziestu lat (wyłączono ją z systemu w 1968 i zapomniano). 
Na powierzchni ulicy Wojska Polskiego widoczne są tylko zamknięcia kominów złazowych: drzwi metalowe (prostokątne) i żeliwna pokrywa z napisem: ERICH MERTEN u.Co. – 18 BERLIN 89, jak również świetlik, pierwotnie ze szklanymi pustakami, potem zaślepiony betonem, z napisem: DOUTCHES-LUXFER-PRISMEN-SYNDIKAT-G.M.B.H..
We wnętrzu zlokalizowano pomost roboczy (strop pośredni) oparty na dziewięciu konsolach z betonu. Pod nim stoją dwa ejektory - hermetyczne zbiorniki robocze, każdy o pojemności 3,2 m³, wykonane z blach stalowych, nitowanych na łączach. We wschodniej partii komory widoczna jest częściowo trudna do odczytania data 1949 namalowana czarną substancją. 

## Historia
Kanalizacja systemu Shone’a w Olsztynie była jednym z wczesnych zastosowań ciśnieniowego systemu transportu ścieków z rozprowadzaniem sprężonego powietrza odrębną siecią przewodów. System taki opatentował walijski inżynier Isaac Shone w 1878. W Olsztynie system oddano do użytku w 1899 i składał się z siedmiu (a od 1912 z dziewięciu) stacji ejektorowych (przepompowni pneumatycznych), kierujących ścieki do oczyszczalni przy ul. Leśnej. System uruchomiono ponownie po zniszczeniach II wojny światowej, jednak z uwagi na brak praktyki z tego typu urządzeniami (niestosowanymi nigdzie w Polsce), występowały liczne problemy eksploatacyjne. Kłopoty te stopniowo opanowano, jednak nie inwestowano w system i nie konserwowano go w sposób gwarantujący długortwałą eksploatację. Był stopniowo wymieniany na grawitacyjny aż do końca XX wieku (wyłączono wtedy ostatnie dwa ejektory).

## Zabytek
Stacja nr IV została uznana za zabytek 2 listopada 2010, jako materialny dowód historii dynamicznego rozwoju techniki w Olsztynie, innowacyjności i sięgania do najlepszych światowych zdobyczy technicznych. Władze miejskie postanowiły zachować zabytek in situ, zlecając nawet z tego powodu korektę przebiegu wodociągu i drogi krajowej. Całość przekryto nową płytą stalową, w miejsce luksferów umieszczając płyty szklane, umożliwiające wgląd z ulicy. Dostęp do wnętrza dla zwiedzających nie jest możliwy. Obok postawiono też tablicę informacyjną. Planowane jest przejęcie komory przez tworzone Muzeum Nowoczesności.